# Anastasia Volkova
Anastasia Volkova (nascida em 1991) é uma inovadora agrícola ucraniana que usa satélite e tecnologia de drones autônomos para fornecer uma indicação precoce de doenças nas plantações. Ela estudou na Ucrânia, na Polônia e na Austrália. Em 2020, ela morava na Austrália com vínculos comerciais com sua empresa Flurosat da Ucrânia. Seu trabalho foi reconhecido pela BBC e pela MIT Technology Review e atraiu financiamento substancial a partir de 2020.

## Carreira
Anastasia Volkova começou seus estudos universitários em Kiev, capital da Ucrânia, antes de ir para a Polônia para obter um mestrado. Seu doutorado foi obtido em 2018 na Universidade de Sydney, na capital da Austrália, depois de três anos de estudo.
Anastasia Volkova, cujo padrinho era agricultor, percebeu que poderia usar suas habilidades para melhorar o rendimento das colheitas. Culturas infectadas com uma doença concentram seus esforços no combate à doença e isso ocorre em detrimento do desenvolvimento normal. O software de Anastasia Volkova detecta essas mudanças comparando as imagens de satélite de um determinado campo com um conjunto de leituras de referência. Seu doutorado tratava do uso de drones autônomos e ela foi questionada sobre como essa tecnologia poderia ajudar as áreas rurais. Sua resposta a esse desafio foi uma receita para criar a empresa Flurosat, que analisa imagens de satélite para fornecer conselhos aos agricultores sobre suas colheitas.
Em 2017, Anastasia Volkova apresentou suas ideias em um evento TEDx, em Sydney. Em 2018, sua empresa comprou uma empresa australiana chamada Production Wise, que tinha dez anos de experiência no setor. Em 2019, a empresa levantou 8.6 milhões de dólares em investimentos, incluindo 3.2 milhões de dólares de um grupo liderado pela Microsoft, o M12. Em 2020, Anastasia estava morando na Austrália em 2020, mas sua empresa incluía uma equipe de desenvolvimento ucraniana.

## Reconhecimento
- 2020 - Reconhecida pela revista MIT Technology Review em sua seção abaixo de 35 anos.[6]
- 2020 - Incluída na lista das 100 mulheres mais inspiradoras do mundo.[1][7]